# Deutschvölkischer Schutz- und Trutzbund
 (octobre 2011).
Si vous disposez d'ouvrages ou d'articles de référence ou si vous connaissez des sites web de qualité traitant du thème abordé ici, merci de compléter l'article en donnant les références utiles à sa vérifiabilité et en les liant à la section « Notes et références ».

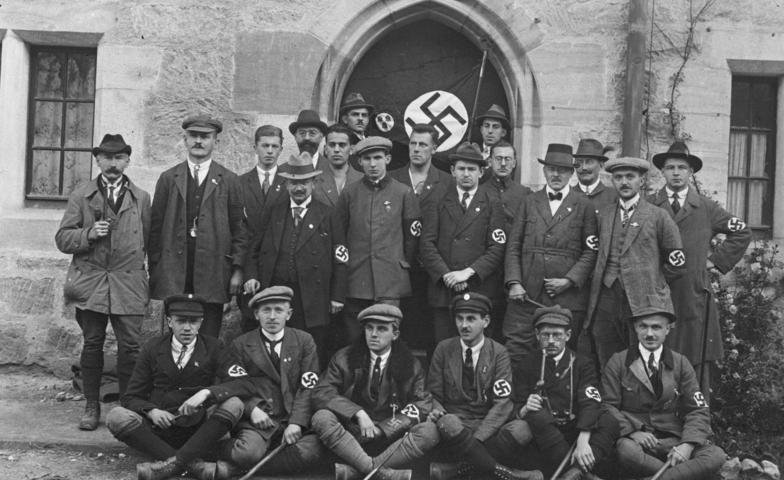
Deutschvölkischer Schutz- und Trutzbund

La Deutschvölkischer Schutz- und Trutzbund (en français : « Alliance de protection et de défense des Nationaux allemands »), abrégée en DVSTB, était, selon les données officielles de l'époque, l'organisation antisémite d'Allemagne la plus grande, la plus active et la plus influente d'après la Première Guerre mondiale.
Elle était aussi l'un des principaux mouvements de la nébuleuse völkisch sous la république de Weimar, dont elle rejetait le régime de démocratie parlementaire.

## Origines
La DVSTB était une émanation de la Deutscher Schutz- und Trutzbund  (en français : « Alliance de protection et de défense des Allemands ») fondée en 1919 à Bamberg au congrès de la Ligue pangermaniste. Elle s'était fixée pour mission le combat contre le judaïsme. Le mouvement avait comme dirigeant Alfred Roth et, à sa création, Konstantin von Gebsattel en fut nommé président, à titre secret, par Ernst von Hertzberg-Lottin.
Son comité consultatif comptait, entre autres membres, Ernst Anton Franz von Bodelschwingh, August Gebhard, Paul Lucius, Ferdinand Werner, Julius Friedrich Lehmann et Georg von Stössel. Les réunions se tinrent dans un premier temps à Duisbourg-Ruhrort au domicile de Roth puis plus tard à Hambourg après que de nombreux mouvements nationalistes eurent intégré la confédération des alliances nationalistes allemandes. Environ un mois après sa fusion avec la Reichshammerbund, la Deutscher Schutz- und Trutzbund s'unit à la Deutschvölkischer Bund (une succession du Parti du peuple allemand) pour former finalement au 1er octobre 1919 le DVSTB.

## Manifeste
Le DVSTB choisit comme manifeste le livre d'Heinrich Claß Wenn ich der Kaiser wär (« Si j'étais l'Empereur »), dans lequel l'auteur expose ses vues racistes et nationalistes, et comme devise « L'Allemagne aux Allemands ». Julius Friedrich Lehmann, éditeur munichois qui avait appelé à un coup d'État en octobre 1918, fut l'un de ses principaux soutiens.

## Membres notables de la DVSTB
Ont notamment été membres de la DVSTB : Werner Best, Leonardo Conti, Kurt Daluege, Dietrich Eckart, Gottfried Feder, Gertzlaff von Hertzberg, Reinhard Heydrich, Karl Kaufmann, Oskar Körner, Hinrich Lohse, Heinrich Oberheid, Otto von Oelhafen, Fritz Sauckel, Julius Streicher ou encore Felix Wankel.

## Censure
En raison de son implication dans l'assassinat du ministre des Affaires étrangères Walther Rathenau et en application de la loi de sauvegarde de la République, la DVSTB fut interdite dans la plupart des Länder de l'Empire allemand (à l'exception de la Bavière, de l'Anhalt et du Mecklembourg-Strelitz). Le mouvement a également été impliqué dans les attentats contre Matthias Erzberger et Philipp Scheidemann, le premier chancelier de la république de Weimar.